# Arbanitis browningi
Espèce
Synonymes
- Misgolas browningi Wishart & Rowell, 2008

Arbanitis browningi est une espèce d'araignées mygalomorphes de la famille des Idiopidae.

## Distribution
Cette espèce est endémique de Nouvelle-Galles du Sud en Australie. Elle se rencontre dans la forêt d'État de Kerewong.

## Description
La carapace du mâle holotype mesure 4,48 mm de long sur 3,68 mm et l'abdomen 4,54 mm de long sur 2,77 mm.

## Étymologie
Cette espèce est nommée en l'honneur de George Browning.

## Publication originale
- Wishart & Rowell, 2008 : Trapdoor spiders of the genus Misgolas (Mygalomorphae: Idiopidae) from eastern New South Wales, with notes on genetic variation. Records of the Australian Museum, vol. 60, no , p. 45-86 (texte intégral).